# Rania (nhóm nhạc)
BLACKSWAN  (tiếng Hàn: 블랙스완, thường được viết cách điệu là BLACKSWAN)  là một nhóm nhạc nữ Hàn Quốc trước đây được gọi là RANIA (tiếng Hàn: 라니아) hay BP RANIA (tiếng Hàn: BP 라니아). RANIA là một nhóm nhạc nữ Hàn Quốc trực thuộc DR Music. Ban đầu được Teddy Riley phụ trách sản xuất với single đầu tiên của họ "DR Feel Good" trong năm 2011. Các thành viên gồm: Di, T-ae, Xia, Hyeme, Seulji, AlexYijo, Joy, Riko, Saem,Jooyi, Seunghyun, Youngheun và Larissa .
Đến năm 2020, RANIA chính thức được đổi tên thành BLACKSWAN. BLACKSWAN là một nhóm nhạc nữ Kpop gồm 5 thành viên
Gần đây (2023), BLACKSWAN bao gồm bốn thành viên  không phải người Hàn Quốc – Gabi (người Đức gốc Brazil), Nvee (Mỹ), Fatou (Senegal-Bỉ), và Sriya (Ấn Độ).

## Hoạt động

### 2020: Đổi tên thành BLACKSWAN
Vào ngày 26 tháng 6 năm 2020, thành viên Hyeme thông báo qua SNS của họ rằng cô ấy là thành viên duy nhất còn lại trong nhóm, vì vậy sẽ rất lạ nếu phát hành một album với tên RaNia, lập luận rằng do điều này, nhóm sẽ bắt đầu lại với cái tên này. BLACKSWAN và họ sẽ sớm phát hành một album mới, với các thành viên mới.

### Từ 2023 - nay
Năm 2023, Nhóm được cải tổ còn lại 4 thành viên đa quốc tịch và ra mắt sản phẩm trở lại đầu tiên với đội hình mới vào ngày 19 tháng 5 năm 2023. Vào ngày 19 tháng 5, nhóm nhạc nữ đa quốc tịch Kpop BLACKSWAN đã phát hành đĩa đơn thứ hai và video âm nhạc, Karma . Được đạo diễn bởi Sagan Lee và sản xuất bởi Samaresh Routray, Amit Talukdar, Arindam Das và Ajay Barik, sự trở lại gần đây của BLACKSWAN đã nhận được nhiều lời khen ngợi từ người hâm mộ trên toàn thế giới.